# BlackBerry World
BlackBerry World — онлайн-магазин мобильного программного обеспечения, созданный компанией Research In Motion, для собственной линейки устройств BlackBerry. Магазин был запущен 1 апреля 2009 года. Представляет собой среду для осмотра, загрузки и обновления стороннего мобильного программного обеспечения. Услуга предоставляется через веб-каталог, а также мобильные приложения BlackBerry App World и BlackBerry Application Center. В январе 2013 года компания объявила о переименовании мобильного приложения BlackBerry App World в BlackBerry World.

## История
21 октября 2008 года компания Research In Motion (так называлась компания BlackBerry до января 2013 года) объявила о планах по созданию собственного магазина приложений. Предварительным названием магазина было выбрано BlackBerry Application Storefront, открытие было назначено на март 2009 года. Анонсированная услуга представлена в виде веб-каталога, а выпуск мобильного клиента был отложен до запуска первой версии магазина.
Также было анонсировано отдельный мобильный клиент BlackBerry Application Center, который предоставляет доступ к приложениям магазина, выбранных оператором связи. 19 января 2009 года Research In Motion начала приём приложений от разработчиков.. 4 марта 2009 года BlackBerry Application Storefront был переименован в BlackBerry App World. Тогда же были анонсированы минимальные требования к разработчикам ПО BlackBerry для доступа к магазину.
Платежная система PayPal была определена единственным способом оплаты приложений. Минимальная цена приложений в магазине была установлена на уровне 2.99 долларов.
Официальный запуск BlackBerry App World состоялся 1 апреля 2009 года. В начале магазин был доступен только на английском языке в США, Великобритании и Канаде. 31 июля 2009 года состоялся релиз BlackBerry App World 1.1, который добавляет опцию архивирования установленных приложений на карту памяти. Также обновлены локализации магазина, включающая английский, французский, немецкий, итальянский и испанский языки. Доступ в магазин открыт в США, Великобритании, Канаде, Италии, Франции, Испании, Германии, Ирландии, Австрии, Люксембурге, Бельгии, Нидерландах, Португалии.
Во время мероприятия Wireless Enterprise Symposium (WES) было анонсировано, что по состоянию на апрель 2010 года показатель загрузки приложений достиг 1 млн. 19 августа 2010 выпущено BlackBerry App World 2.0. Вместе с новой версией представлена система BlackBerry ID, которая представляет собой учётную запись, единую для клиентов магазина. Также были представлены услуги приёма платежей с применением кредитных карточек и выставлением счёта оператором. Добавлена возможность сканирования QR-кодов для загрузки приложений.
8 сентября 2010 года количество наименований в магазине достигло 20 тысяч. 3 декабря 2010 года Research In Motion анонсировала достижение отметки 2 миллиона загрузок приложений ежедневно.
2 февраля 2011 года состоялся релиз BlackBerry App World 2.1, в котором введён механизм встроенных покупок. Для этого разработчикам предоставлен инструмент Payment Service.
8 апреля 2011 года прекращена работа BlackBerry App World 1.1. 6 сентября 2011 года выпущено BlackBerry App World 3.0. Обновление доступно только пользователям на базе BlackBerry OS версии 4.5 и более новых, но недоступно для BlackBerry PlayBook. 16 декабря 2011 года запущен BlackBerry App World 3.1. Основные нововведения — рейтинговая система для приложений, а также возможность дарить приложения.
14 декабря 2017 года было объявлено о закрытии BlackBerry World app store 31 декабря 2019 года. Вскоре дата перенесена на 4 января 2022 года, в этот же день перестанут поддерживаться все остальные сервисы BlackBerry)